# パルチザンの理論
『パルチザンの理論』(Theorie Des Partisanen)とは1963年にカール・シュミットによって発表された政治学の著作である。
シュミットは1932年に『政治的なものの概念』を発表し、その中で政治的概念には敵と味方を区別する敵概念が本来的に内在していることが論じられている。本書『パルチザンの理論』はその理論を発展させたものである。
本書では三種類の敵概念を導入したパルチザンの分析が行われている。敵はその性質から在来的な敵と現実の敵そして絶対的な敵の三種に分類することができる。在来的な敵は国民とは無関係の君主による戦争に見られるような敵であり、戦争の性質も騎士道的であった。現実の敵は自己の実存を脅かす敵であり、スペインのゲリラによる友敵の区別に特徴付けられる。この二種類の敵の区別はヨーロッパの国際法の秩序の中で並存していたが、20世紀になって人道に対する犯罪者または全体的な敵として表現される絶対的な敵という概念が成立する。絶対的な敵に対する攻撃は不可避のものであり、必ず倒さなければならない敵として捉えられる。
ナポレオン戦争におけるスペインのゲリラは本書で分析するパルチザンの先駆者として位置づけられており、19世紀のカール・フォン・クラウゼヴィッツの公式がレーニンや毛沢東らのパルチザンによって拡大されたと論じている。パルチザンは第二次世界大戦において中国やヨーロッパ諸国、また戦後にも民族解放のための戦争がパルチザンによって戦われた。戦闘員の要件の一元化や民族解放の正当化などによってパルチザンは国際法において位置づけられるようになり、絶対的な敵の概念が強化されることでヨーロッパ公法の秩序が解体されるようになる。現代のパルチザンは技術革新や空間構造の変化によってより高度な破壊力を持っている。パルチザンが絶対的な敵の担い手とされるならば、戦争を限定することはできなくなる。

## 日本語訳
- 『パルチザンの理論』新田邦夫訳、福村出版、1972年 / 改訂版：筑摩書房〈ちくま学芸文庫〉、1995年